# Mark Metcalf
Mark Metcalf, né le 11 mars 1946 Findlay, Ohio (États-Unis) est un acteur américain.

## Biographie
Mark Metcalf est né le 11 mars 1946 Findlay, Ohio (États-Unis).

### Vie privée
ll a été mariée à Elizabeth Wick de 1989 à 2005. Ils ont un fils, Julius Metcalf.

## Carrière
Il commence sa carrière au cinéma en 1977 dans Julia de Fred Zinnemann. L'année suivante, il tourne dans American College de John Landis.
En 1991, il joue aux côtés de Sarah Michelle Gellar pour la première fois dans la mini-série Une femme prénommée Jackie.
Entre 1997 et 1998, il tient un rôle dans Ally McBeal, mais il est plus connu pour son rôle du Maître dans Buffy contre les vampires. Il rependra d'ailleurs son rôle en 2002 et en 2000 dans le spin-off, Angel.

## Filmographie

### Cinéma

#### Longs métrages
- 1977 : Julia de Fred Zinnemann : Pratt
- 1978 : American College de John Landis : Douglas C. Neidermever
- 1979 : Head Over Heels de Joan Micklin Silver : Ox
- 1980 : Where the Buffalo Roam d'Art Linson : Dooley
- 1983 : The Final Terror d'Andrew Davis : Mike
- 1984 : The Oasis de Sparky Greene : Eric
- 1985 : Le Garçon qui venait du ciel (The Heavenly Kid) de Cary Medoway : Joe Barnes
- 1985 : Almost You d'Adam Brooks : Andrews
- 1986 : Un été fou fou fou (One Crazy Summer) de Savage Steve Holland : Aguilla Beckerstead
- 1988 : Mr. North de Danny Huston : Mr Skeel
- 1991 : L'embrouille est dans le sac (Oscar) de John Landis : Milhous
- 1995 : Rage de Joseph Merhi : Lieutenant Dalquist
- 1995 : A Reason to Believe de Douglas Tirola (en) : Dean Kirby
- 1996 : Les Stupides (The Stupids) de John Landis : Colonel Neidermeyer
- 1997 : Hijacking Hollywood de Neil Mandt : Michael Lawrence
- 1997 : Loose Women de Paul F. Bernard : Directeur Marsh
- 1999 : Drive Me Crazy de John Schultz : Mr Rope
- 2000 : Million Dollar Kid (The Million Dollar Kid) de Neil Mandt : Officier Bob
- 2002 : Sorority Boys de Wallace Wolodarsky : John Kloss
- 2002 : Britney, Baby, One More Time de Ludi Boeken : Barfly
- 2002 : Lone Hero de Ken Sanzel : Marshall Harris
- 2006 : The Legend Trip de Jason Satterfield : Charles Knotting
- 2007 : The Sleeper de Drew Maxwell : Richmond
- 2009 : Modus Operandi de Frankie Latina : Cooper Gore
- 2011 : Fort McCoy de Kate Connor et Michael Worth : Mr Gerkey
- 2011 : Operation : Belvis Bash d'Alex Lvovsky et Joe Walser : Major Emile Hickory
- 2012 : Playback de Michael A. Nickles : Chris Safford
- 2012 : Little Red de Tate Bunker : Lou
- 2012 : The Smart Ones de Kyle Probst et Travis Torok : Professeur Faron
- 2013 : Billy Club de Drew Rosas et Nick Sommer : Un homme
- 2014 : Hamlet A.D.D. de Bobby Ciraldo et Andrew Swant : Speedy McSpitty
- 2018 : Une drôle de fin (A Futile and Stupid Gesture) de David Wain : Le second éditeur
- 2019 : The Field de Tate Bunker : Sheriff Roy

#### Courts métrages
- 1973 : The Garden Party de Jack Sholder : Ted
- 2008 : Blue Lines de Don Ford : Le lieutenant
- 2011 : The Wheel de John Dylan Roberts : Le père
- 2011 : The Evilest of Sorcerers de Jon Elliott : Un sorcier
- 2013 : Prone de Chris Carson Emmons : Howard
- 2018 : What Is Done de Michael Robert Murphy : Frank

### Télévision

#### Séries télévisées
- 1975 : Karen : Jess Walker
- 1979 : Barnaby Jones : Ted Parker
- 1981 : Capitaine Furillo (Hill Street Blues) : Officier Harris
- 1981 : Breaking Away : Le coureur
- 1982 : Teachers Only : David
- 1983 : Hôtel (Hotel) : Chuck
- 1983 : For Love and Honor : Major Camden
- 1986 : On ne vit qu'une fois (One Life to Live) : Stick
- 1988 : Deux Flics à Miami (Miami Vice) : Agent Brody
- 1989 : A Man Called Hawk : Mr Kirkpatrick
- 1991 : La Loi de Los Angeles (L.A. Law) : Greg Morrison
- 1991 : Dream On : La créature
- 1991 : Une femme prénommée Jackie (A Woman Named Jackie) : George Smathers
- 1993 : Le Rebelle (Renegade) : Russell
- 1994 : Walker, Texas Ranger : Norval Hayes
- 1994 : Les Dessous de Palm Beach (Silk Stalkings) : Scott Finn
- 1994 : Les Anges du bonheur (Touched by an Angel) : Nick Morrow
- 1994 : Dead at 21 : Sheriff Sullivan
- 1995 : Melrose Place : Détective Bob Wilkens
- 1995 - 1996 : Seinfeld : Bob Cobb alias "The Maestro"
- 1996 : La Vie à cinq (Party of Five) : Mr Reeves
- 1997 - 1998 : Ally McBeal : Walden, l'avocat
- 1997 - 1998 : Teen Angel : Roderick Nitzke
- 1997 - 1998 / 2002 : Buffy contre les vampires (Buffy the Vampire Slayer) : Le Maître
- 1998 : Star Trek : Voyager : Un médecin
- 1999 : JAG : Capitaine Pike
- 2000 : Angel : Le Maître
- 2009 : Mad Men : Le maire

#### Téléfilms
- 1991 : Présumé coupable (Guilty Until Proven Innocent) de Paul Wendkos : Ron D'Angelo
- 1992 : L'Exxon Valdez (Dead Ahead: The Exxon Valdez Disaster) de Paul Seed : Dennis Kelso
- 2001 : Warden of Red Rock de Stephen Gyllenhaal : Carl McVale

## Anecdote
Afin d'obtenir le rôle de Neidermeyer dans Animal House (1978), il a fait croire qu'il savait monter à cheval et a pris des leçons d'équitation une fois le rôle obtenu.